# Districte d'Évreux
El Districte d'Évreux és un dels tres amb què es divideix el departament de l'Eure a la regió de la Normandia. Té 15 cantons i 237 municipis. El cap del districte és la prefectura d'Évreux.

## Cantons
canton de Breteuil - cantó de Conches-en-Ouche - cantó de Damville - cantó d'Évreux-Est - cantó d'Évreux-Nord - cantó d'Évreux-Oest - cantó d'Évreux-Sud - cantó de Le Neubourg - cantó de Nonancourt - cantó de Pacy-sur-Eure - cantó de Rugles - cantó de Saint-André-de-l'Eure - cantó de Verneuil-sur-Avre - cantó de Vernon-Nord - cantó de Vernon-Sud